# De Augurkenkoning
De Augurkenkoning is een Nederlands televisieprogramma over het Amsterdamse familiebedrijf Kesbeke gespecialiseerd in tafelzuur. De serie volgt Oos Kesbeke terwijl hij zijn zonen Camiel en Silvian voorbereidt om het bedrijf over te nemen. De show belicht de dagelijkse uitdagingen en humoristische situaties in de fabriek.
Het programma werd tijdens de eerste seizoenen uitgezonden op RTL 5 en valt online te bekijken op Videoland. Het eerste seizoen werd uitgezonden op 12 oktober 2023 en trok 700.000 kijkers. In 2024 volgde een tweede en derde seizoen.
In 2025, het jaar waarin het vierde seizoen verschijnt, verhuist de serie naar RTL 4.